# Thỏ Hà Lan

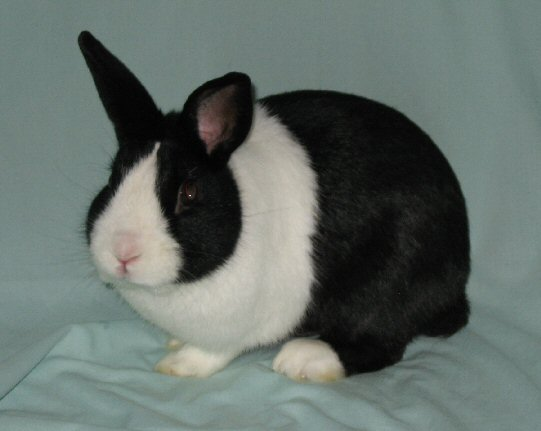
Một con thỏ Hà Lan

Thỏ Hà Lan là một trong những giống thỏ kiểng phổ biến hiện nay, xuất xứ từ Hà Lan và Bỉ và được phát triển tại Anh. Đây là một giống thỏ được ưa chuộng để nuôi làm thỏ cảnh, mặc dù trước đây chúng được nuôi để lấy thịt thỏ. Giống thỏ này có đặc thù của màu lông vá như màu bò sữa. Chúng thường là sự kết hợp của nền lông trắng và đen hoặc nâu. Chúng cũng khá lớn con, đầy đặn và rất nổi bật. Cân nặng tối đa của nó cũng không tới 3 kg. Nổi tiếng là thông minh trong loài thỏ, nên Thỏ Hả Lan được nuôi làm thú cưng khá phổ biến, và nằm trong những giống thỏ được nuôi nhiều nhất.